# Francisco Gomes Ramos da Silveira Coutinho
 Francisco Gomes Ramos da Silveira Coutinho  (17 de Março 1804 Santarém, Ribatejo, Portugal - 6 de Março 1839 Fayal, Açores), Capitão da Artilharia do Exército Português, filho de João Aurélio Ramos da Silveira, Sargento-mór das Milicias da Horta nos Açores e de Clara Mariana da Silveira Carolo (ca.1765 - 3/5.1.1833 Ilha da Horta, Açores).
Francisco Gomes casou com Ana Ramos Ferraz de Melo (1804 Pico, Açores – ?), daughter of José Francisco Ferraz, Major do Exército Português (1778 - 1849) e de Agda Jacinta Ferreira de Melo. José Francisco Ferraz foi um filho de António da Rosa and Clara Marina. Agda Jacinta Ferreira de Melo era filha de Vicente Ferreira de Melo and Catarina Rosa da Silveira.
Francisco Gomes e Ana Ramos tiveram um filho, o General de Divisão do Exército Português, Pedro Coutinho da Silveira Ramos.